# JerryC
JerryC (chin. upr. 張逸帆;  chin. trad. 張逸帆; pinyin Zhāng Yìfán) – znany też pod swoim angielskim imieniem Jerry Chang. Jest gitarzystą i kompozytorem pochodzącym z Tajwanu. Zdobył popularność w internecie dzięki swojej rockowej aranżacji utworu Kanon D-dur kompozytora Johanna Pachelbela, którą nazwał Canon Rock. Grę na gitarze zaczął w wieku 17 lat, a na fortepianie w wieku 15 lat. Na jego styl wpływ miała muzyka poważna i neoklasyczni gitarzyści, jak i zespoły z gatunku melodic death metal jak Helloween lub L’Arc-en-Ciel.

## Utwór Canon Rock
Jego najsławniejsze dzieło, Canon Rock, stało się internetową sensacją po występie południowokoreańskiego gitarzysty Lim Jeong-hyuna, który wykonał cover w 2005 roku. Wersja Lima w tej chwili ma ponad 70 milionów wyświetleń na portalu YouTube, po dodaniu filmiku przez osobę podającą się za Lima. Osoba ta używa pseudonimu internetowego Funtwo. Utwór przyciągnął uwagę mediów. Mówiono i pisano o nim w gazetach, blogach, telewizji i radiu. Filmik można zobaczyć i ściągnąć na jego oficjalnej stronie internetowej.
Chang był wyróżniony w sekcji profili w styczniowym wydaniu magazynu Guitar World z roku 2007 wraz z tabulaturą do Canon Rock w sekcji wyróżnionych utworów.
W czasach swojej największej popularności Canon Rock był w pierwszej dziesiątce najczęściej pobieranych tabulatur na stronie Ultimate Guitar Archive i najczęściej oglądanych klipów w serwisie YouTube.

## Kontrakt
Chang podpisał kontrakt z tajwańską wytwórnią płytową HIM International Music. Bez uprzedniego ogłoszenia ze strony HIM, wytwórnia zaczęła tworzyć stronę dla Changa w 2007 roku. Kilka miesięcy później w liście do swoich słuchaczy publicznie ogłosił, że podpisał kontrakt i pracuje z zaprzyjaźnionym muzykiem o pseudonimie Tank.

## Singiel Canon Rock
Na wydanym w 2009 roku singlu Canon Rock znajdują się dwie aranżacje – Canon Rock oraz Dear Mozart, a także podkłady do nich (bez gitary prowadzącej). Singiel obecnie jest dostępny tylko na terenie Tajwanu, gdyż JerryC nie zawarł kontraktu na dystrybucję.